# Unturned
Unturned — компьютерная игра в жанре симулятора выживания с открытым миром, разработанная студией Smartly Dressed Games. Релиз игры состоялся 7 июля 2014 года в раннем доступе для Windows, macOS и Linux. Полноценный выпуск игры состоялся спустя три года — 17 июля 2017 года. Игроки могут создавать собственные карты с помощью внутриигрового редактора, а также разрабатывать косметические предметы и модификации на движке Unity с возможностью публикации в Steam Workshop. В ноябре 2020 года компания 505 Games выпустила версию Unturned для PlayStation 4 и Xbox One, а в марте 2024 года игра была портирована на Nintendo Switch.

## Игровой процесс
Основная цель игры — выжить, защищаясь от зомби и враждебных выживших (других игроков в многопользовательском режиме) и избегая заражения. Игрок начинает без ресурсов или с минимальным их набором (в «золотом» режиме либо при соответствующих настройках сервера). Ресурсы (одежда, оружие, снаряжение, еда, медикаменты, материалы) можно найти в определённых местах: городах, посёлках, на заводах, в отдельных сооружениях (например, на радиовышках) и в зонах крушения транспорта. Однако в этих же местах обитают зомби, усложняя добычу ресурсов.
Помимо сражений с зомби и другими выжившими, игрок может: управлять транспортом, охотиться и рыбачить, строить здания и другие сооружения, создавать предметы, готовить улучшенную пищу и выращивать как съедобные, так и ядовитые растения. В игре реализованы развитие («прокачка») навыков, система достижений и выполнение заданий от NPC.

### Режимы игры
- «Орда» — режим, в котором игрок сражается с волнами зомби. В настоящее время он отсутствует в официальной версии и не имеет официальных карт, однако в Steam Workshop доступны пользовательские карты, созданные сообществом.
- «Арена» — режим в жанре королевской битвы без зомби. Игроки сражаются друг с другом, а игровая зона постепенно сужается из-за смертельно опасного барьера, наносящего высокий урон.

## Разработка
Unturned была разработана Нельсоном Секстоном, инди-разработчиком из Калгари, Канада. На момент выхода игры ему было всего шестнадцать лет.
Секстон начал свою карьеру в Roblox, создав две из самых популярных игр на платформе того времени — Battlefield и Deadzone. Deadzone представляла собой игру в жанре зомби-выживания, похожую на Unturned. Однако ни одна из оригинальных игр Секстона в Roblox не сохранилась: обе были сделаны приватными из-за проблем с безопасностью, что привело к появлению множества их клонов.
Изначально Unturned была размещена в Steam Greenlight под названием Unturned 2.0 в мае 2014 года. Полноценный релиз состоялся 7 июля 2017 года. Секстон планировал создать продолжение игры под названием Unturned II на движке Unreal Engine, однако впоследствии разработка была приостановлена.

## Отзывы критиков
Согласно игровому сайту Kotaku, Unturned была одной из самых популярных игр в Steam в середине 2014 года. И Kotaku, и Rock, Paper, Shotgun охарактеризовали популярность игры как неожиданную, поскольку игра в основном разрабатывается одним человеком без ресурсов крупной студии. PC Gamer сказал, что, хотя у Unturned было мало собственных реальных идей, это был «простой, доступный симулятор выживания», который может понравиться игрокам при условии, что они смогут «переварить низкую стоимость производства». Летом 2018 года, благодаря уязвимости в защите Steam Web API, стало известно, что точное число пользователей Steam, сыгравших в игру хотя бы раз, составило 27 381 399 человека.